# 28 Liberty Street
28 Liberty Street, tidigare Chase Manhattan Bank Building och One Chase Manhattan Plaza, är en skyskrapa på Manhattan i New York, New York i USA.
Den uppfördes mellan 1957 och 1961 till en totalkostnad på 131 miljoner amerikanska dollar. Skyskrapan är 247,81 meter hög och har 60 våningar.
Företag såsom Allianz, American International Group (AIG), Chase, Hellofresh, Jones Lang LaSalle (JLL), London Stock Exchange Group och Wolters Kluwer har alternativt haft verksamhet i byggnaden. Den globala affärsbanken J.P. Morgan Chase ägde skyskrapan fram tills oktober 2013 när de sålde till det kinesiska konglomeratet Fosun International för 725 miljoner dollar. J.P. Morgan ville dock inte kommentera om deras anställda skulle flyttas eller bli kvar i 28 Liberty Street efter försäljningen.